# Talking Stick Resort Arena
La Talking Stick Resort Arena és un pavelló poliesportiu a Phoenix (Arizona). Es va inaugurar l'1 de juny del 1992 i els equips que l'han utilitzat com a la seva seu són els Phoenix Coyotes de l'NHL (1996-2003) i actualment els Phoenix Roadrunners de l'ECHL, els Phoenix Mercury de la WNBA i els Arizona Rattlers de l'Australian Football League. Principalment és conegut per ser la seu de l'equip de l'NBA, Phoenix Suns. Té una capacitat per 18.422 espectadors quan es practica bàsquet i de 16.210 quan es prepara per a l'hoquei.